# L'Enfant des Appalaches
Pour plus de détails, voir Fiche technique et Distribution.
L'Enfant des Appalaches est un téléfilm québécois réalisé par Jean-Philippe Duval, diffusé en 1997.

## Synopsis
une jeune fille amérindienne contagieuse collecte des cartes postales et admire une doctoresse.

## Fiche technique
Source : IMDb, sauf mention contraire
- Titre original : L'Enfant des Appalaches
- Réalisateur : Jean-Philippe Duval
- Scénariste : Pierre Billon
- Musique du film : Robert M. Lepage
- Directeur de la photographie : Pierre Mignot
- Montage : Jean-Pierre Cereghetti
- Distribution des rôles : Emmanuelle Beaugrand-Champagne
- Direction artistique : Jean-Baptiste Tard
- Décorateur de plateau : Mary Lynn Deachman, Diane Gauthier
- Création des costumes : Nicoletta Massone
- Ingénieur du son : Michel B. Bordeleau
- Sociétés de production :  Ellipse Programme, Production SDA Ltée, S.D.A
- Format : Couleur  - Son stéréo -
- Pays d'origine : Québec
- Genre : Film dramatique
- Durée : 1h17
- Date de diffusion : 2 décembre 1997 en France

## Distribution
- Christine Boisson : Dr. Claire Lacoste
- Anne Dorval : Maïna
- Mirianne Brulé : Sara
- Marc Messier : Raynald Ducharme
- Catherine Bégin : Gertrude
- Christian Bégin : Marleau
- Denis Bernard : Laurent
- Emmanuel Charest : Paul Ducharme
- Pierre Collin : Lucien
- Stéphane Demers : Ange
- Hugo Dubé : Dubuc
- Daniel Gadouas : Dr Gingras
- Danièle Panneton : Mlle Fournier
- Ginette Boivin : Annette Ducharme
- Benoît Langlais : Luc Ducharme
- Jade Montel-Paré : Nathalie Ducharme
- David Paquet : Un adolescent
- Jérémi Gingras : Un enfant
- Simon Deschênes : Un enfant
- Manuel Desmarais : Un enfant
- Julien Laporte : Un enfant
- Olivier Cameron Trudel: Un enfant de foire
- Marcel Larocque : Un client
- Madeleine Paradis : Une villageoise
- Guy Roy : Un contremaître